# Minirhaphidophora minima
Minirhaphidophora minima är en insektsart som beskrevs av Andrej Vasiljevitj Gorochov 2002. Minirhaphidophora minima ingår i släktet Minirhaphidophora och familjen grottvårtbitare. Inga underarter finns listade i Catalogue of Life.